# Нобіц
Нобіц (нім. Nobitz) — громада в Німеччині, розташована в землі Тюрингія. Входить до складу району Альтенбургер-Ланд.
Площа — 70,66 км2. Населення становить 7127 ос. (станом на 31 грудня 2021).